# Jan František Kristián Swéerts-Sporck
Jan František Kristián hrabě Swéerts-Sporck (německy Johann Franz Christian Graf von Swéerts-Reist und von Sporck, 27. října 1729 – 8. ledna 1802) byl český šlechtic z původně nizozemsko-německého rodu Swéerts-Sporcků, který vlastnil statky v Čechách.

## Život a majetkové poměry

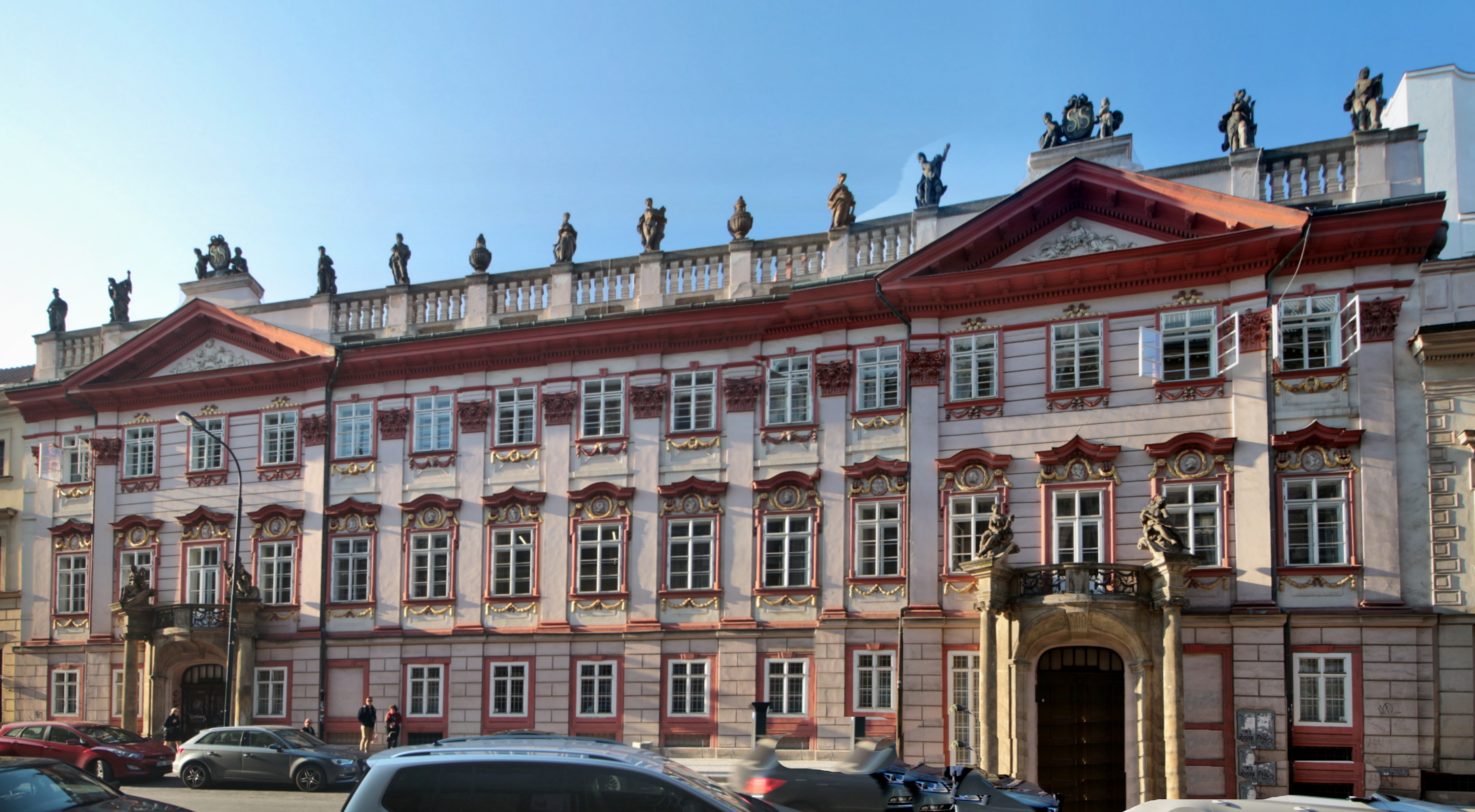
Swéerts-Šporkův palác v Hybernské ulici v Praze

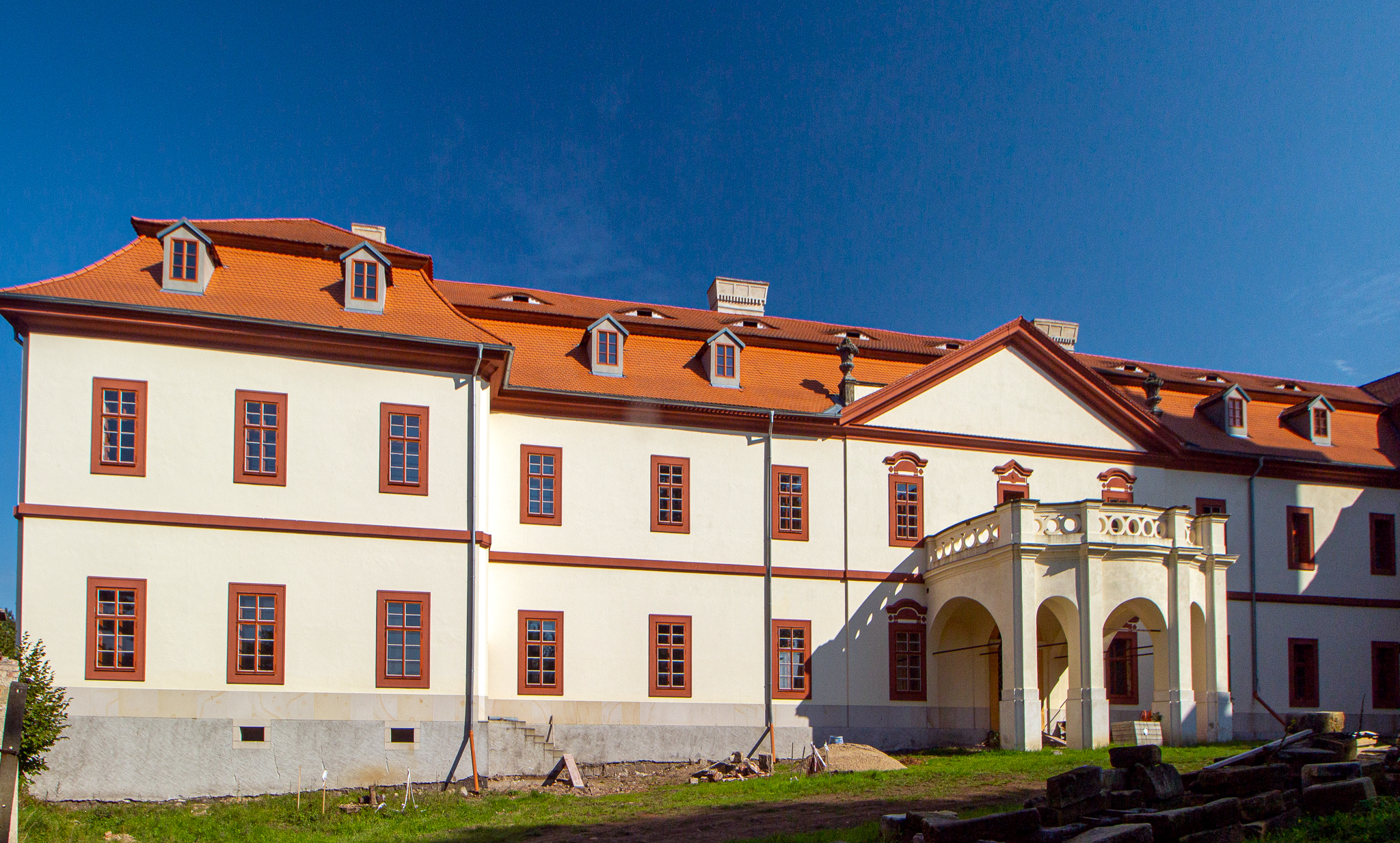
Nově opravený zámek Konojedy u Úštěka

Byl synem hraběte Františka Karla Rudolfa Swéerts-Reista (1688–1758) a jeho manželky hraběnky Anny Kateřiny Šporkové (1689–1754).
Jeho majetkem se již v době nezletilosti stalo rozsáhlé panství Lnáře v jižních Čechách, které zakoupil otec v roce 1745. Ze zámku Lnáře zahájil kavalírskou cestu po Evropě, téměř půl roku pobýval v Římě (1750–1751), procestoval také další místa v Itálii, dále v Nizozemí a Německu, studijní cestu zakončil v lednu 1752 návratem do Konojed v severních Čechách.
V císařských službách později dosáhl hodností c. k. tajného rady a komořího. Proslul také jako osvícený aristokrat, měl přátelské vztahy s českými umělci a vědci (František Martin Pelcl), podporoval například hudebního skladatele Františka Xavera Duška a spolu s ním byl také členem zednářské lóže U tří korunních hvězd. Na zámku v Lysé vybudoval knihovnu, která v době jeho úmrtí zahrnovala 30 000 svazků.
V roce 1757 po otci zdědil rozsáhlý majetek v severních a středních Čechách (Lysá nad Labem, Konojedy, Nový Berštejn, Kokořín, Vidim), zděděné statky rozšířil příležitostnými nákupy (1772 Životice připojené k panství Lnáře). Na panství Lnáře přivedl k rozkvětu rybnikářství, naopak v Lysé nad Labem se musel potýkat s důsledky válek i vzpourami poddaných. V roce 1790 zakoupil statky zrušeného kláštera ve Svatém Janu pod Skalou a v klášterních budovách zřídil textilní manufakturu. V téže době získal i majetek zrušeného servitského kláštera v Konojedech, který založil jeho otec. Stejně jako otec byl zároveň mecenášem katolické církve. V letech 1760 - 1770 nechal vystavět barokní kostel Povýšení Svatého Kříže v Choustníkově Hradišti a stal se jeho patronem. V roce 1765 nechal přestavět kostel v Kadově na panství Lnáře a v letech 1775–1778 kostel sv. Bartoloměje v Kostomlatech nad Labem. V letech 1783 a 1790 byly přestavěny obě budovy rodového paláce v Praze. Ve druhé polovině 18. století se přestavoval i zámek v Lysé nad Labem. Úpravy církevních i světských staveb na panstvích Jana Kristiána provedl architekt Antonín Haffenecker.

## Rodina
Byl dvakrát ženatý a oběma sňatky se spříznil se starou českou šlechtou.
- Poprvé se oženil ve Lnářích v roce 1752 s Marií Barborou z Bubna a Litic (1731–1764). Z prvního manželství pocházeli dva synové, Filip Jan (1753–1809) a Josef František de Paula (1756–1823), kteří působili ve státních službách a z finančních důvodů zahájili počátkem 19. století rozprodej rodového majetku. Dcera Marie Barbora (1760–1834), provdaná za generála jízdy Andrease O’Reilly (1742–1832), zdědila Nový Berštejn a Vidim s Kokořínem.
- Druhé manželství uzavřel v Praze s hraběnkou Marií Terezií Kounicovou (1742–1787).